# ゴーストバスターズ

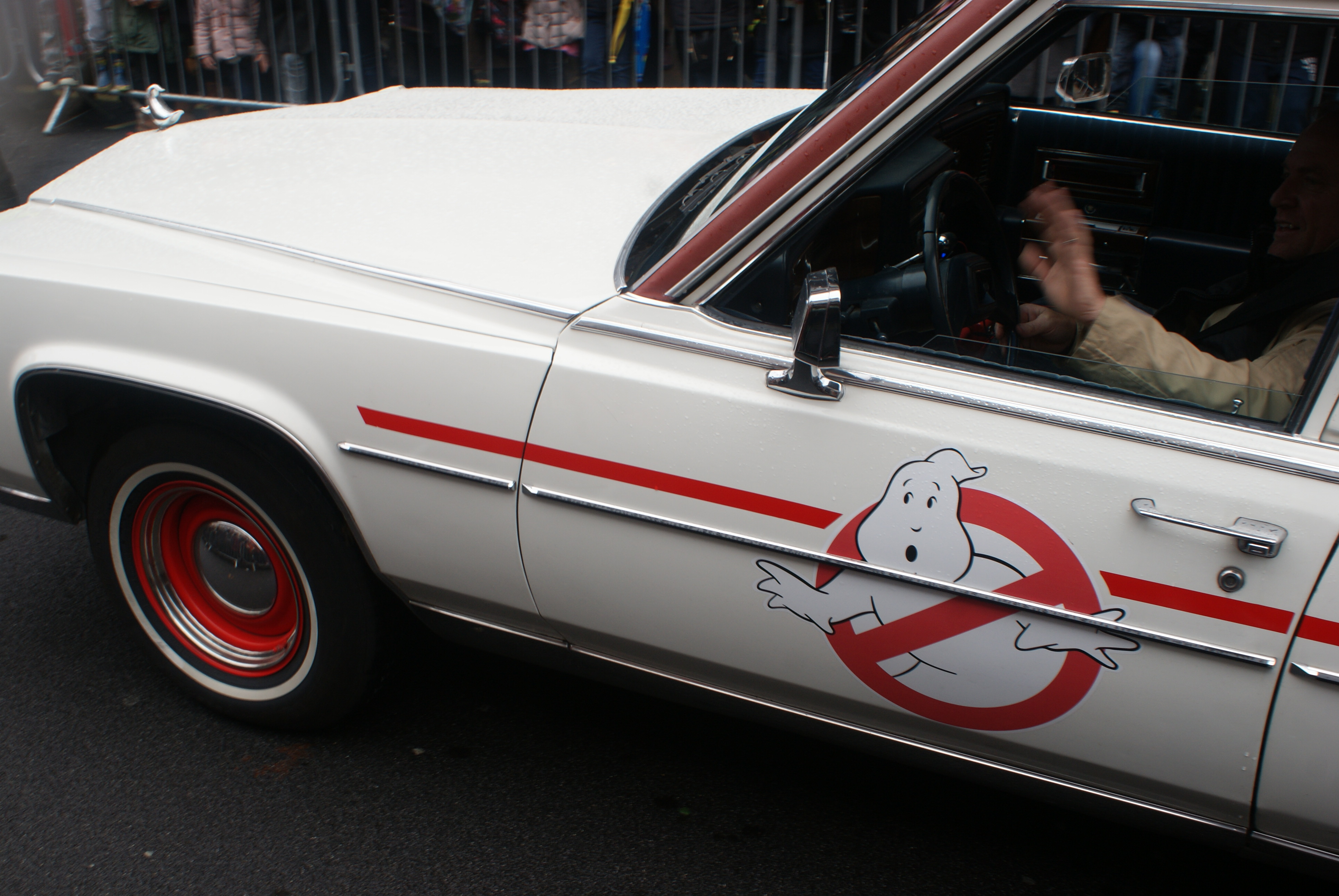
ロゴ

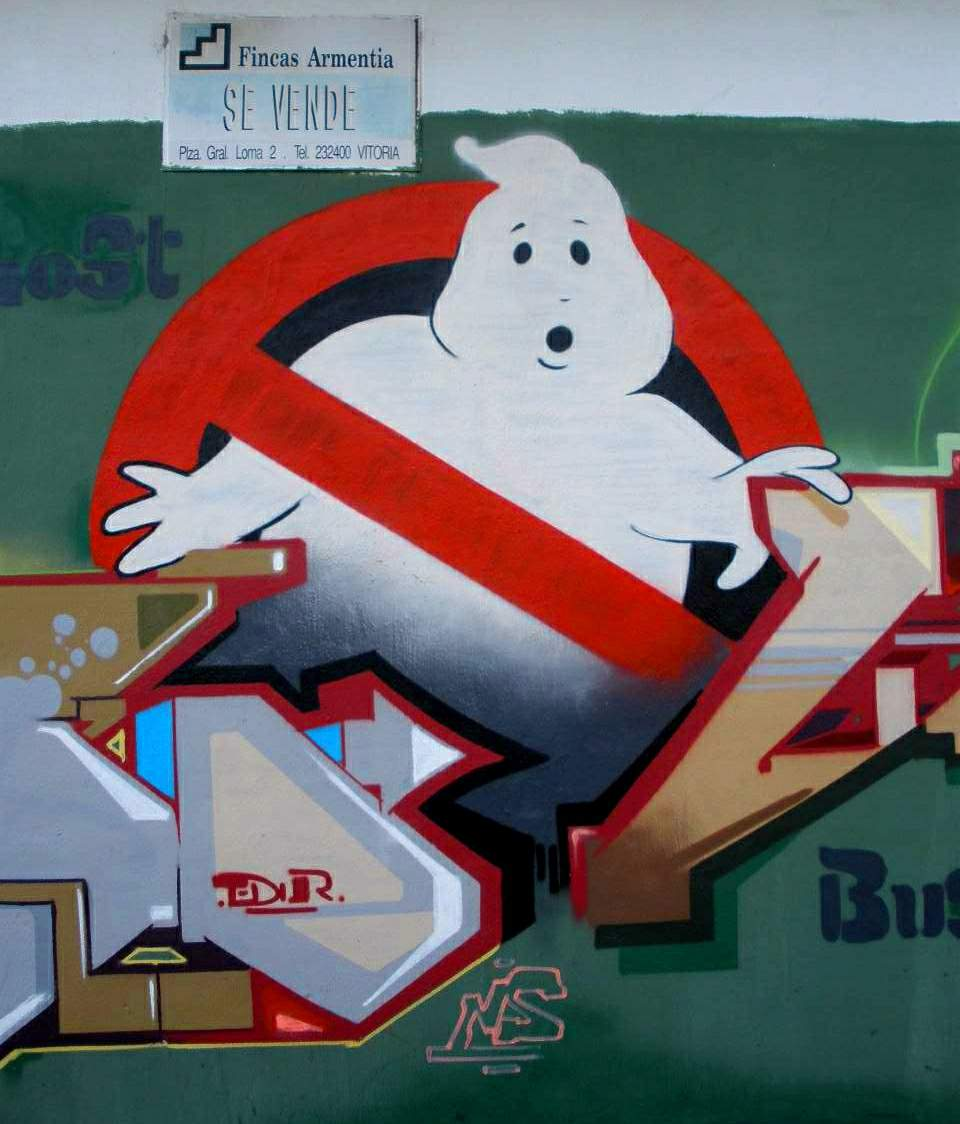
ロゴ（反転）

『ゴーストバスターズ』（Ghostbusters）は、1984年公開のアメリカ合衆国の超自然的コメディ映画。監督・製作はアイヴァン・ライトマン、脚本はダン・エイクロイドとハロルド・ライミスが務め、ビル・マーレイ、ダン・エイクロイド、ハロルド・ライミス、シガニー・ウィーバー、リック・モラニスらが出演する。
1984年6月8日に公開され、高い評価を受け、文化的現象となった。コメディー、アクション、ホラーを融合させたこの作品は好評を博し、ビル・マーレイの演技はしばしば称賛された。劇場公開時の興行収入は2億8220万ドルで、その年の2番目に高い興行収入を記録し、当時のコメディ映画史上最高の興行収入となった。また、7週連続で劇場公開作品の第1位となり、同年に1億ドル以上の興行収入を記録した4作品のうちの1つとなった。さらに劇場公開されたことで、総興行収入は約2億9520万ドルとなり、1980年代に最も成功したコメディ映画のひとつとなっている。第57回アカデミー賞　視覚効果賞ノミネートされた。
2003年以降、スティーヴン・ジェイ・シュナイダーの『死ぬまでに観たい映画1001本』に掲載されている。2015年には、米国議会図書館は本作を全米映画登録簿に保存するよう選定した。主題歌であるレイ・パーカー・ジュニアの「ゴーストバスターズ」もナンバーワンヒットとなった。
大衆文化に影響を与え、熱心なファンの支持を得た『ゴーストバスターズ』の成功は、数十億ドル規模のマルチメディア・フランチャイズを立ち上げた。その中には、人気テレビアニメ『アニメ ゴーストバスターズ』（それ自体がメディア・フランチャイズを生み出した）、その続編『エクストリーム・ゴーストバスターズ』シリーズ、ビデオゲーム、ボードゲーム、コミック本、衣類、音楽、書籍、食品、玩具、グッズ、お化け屋敷などが含まれている。
1989年に続編『ゴーストバスターズ2』が公開。ゴーストバスターズが再登場する前提で続編を製作する試みが繰り返されたが、2014年にハロルド・ライミスが死去したあと休止となり、その後企画は2016年に公開された同名のリブート版にシフト。2021年、シリーズ第4作目『ゴーストバスターズ/アフターライフ』が公開された。

## ストーリー
ニューヨークでは、心霊現象やゴースト（幽霊・霊体）の目撃例が増加し、コロンビア大学で超常現象を科学的に解析する共同研究室を主宰していたピーター・ヴェンクマン博士、レイモンド・スタンツ博士、イゴン・スペングラー博士の3人は、ついにニューヨーク公共図書館の書庫でゴーストの確認に成功する。仮説の実証に気をよくした3人であったが、研究室に戻ると、いつまでも成果を出さないでいる彼らの研究を科学と認めない学部長が待ち受けていた。学部長は研究費の打ち切りと、解雇を通告する。
これまでの研究からゴーストへの物理的干渉に自信を持っていたレイとイゴンは、借金をして、ゴースト退治を行う会社「ゴーストバスターズ」の開業を決意。彼らの理論に半信半疑のピーターも、儲けを見込んで話に乗る。ビームによってゴーストを縛り、トラップの中に閉じ込める、一連の装置を開発する。捕獲と保管装置のいずれも無許可の核エネルギー電源を用いていたため、役人に眼を付けられる恐れがあった。
依頼者第一号は近所の高層ビルのマンションに住む女性・ディナ・バレット。自宅の冷蔵庫の中に神殿が現れる、という怪奇現象に悩み、調査依頼にやってきたところ、ピーターは一目惚れする。ピーターは2人に告げずに、ニセの霊気測定装置を持ってディナの自宅へ行き、霊気の測定を行うが、無論何も発見できなかった。しかし、それ以降のビジネスは大当たりで、マスメディアから注目され、多忙になり、3人は追加メンバーのウィンストン・ゼドモアを新たに雇う。
これまでのゴースト騒ぎや神殿の出現は、霊界の破壊の神・ゴーザが、人間界支配をたくらんでニューヨークに接近してきている現れだった。ゴーザの眷属で2頭の番犬のうち、「門の神ズール」がディナに憑依し、もう1頭の「鍵の神ビンツ」が、ディナの部屋の隣に住む冴えない男・ルイス・タリーに取り憑く。ディナをたずねたピーターは、会話から彼女がゴーストに取り憑かれていることを見破り、ゴーストバスターズ本部へ飛んで帰る。
4人は調査の結果、ディナの住む高層ビルのマンションの秘密をつきとめる。建物を設計したのは、この世の終わりを祈る秘密結社「ゴーザ教」を率いたオカルティストで建築家でもあり医者で魔術師の故・イヴォ・シャンドアで、ディナの住む部屋はゴーザを復活させるための生贄のための場所で屋上が異次元と現実世界の人間界との接点でもあった。折悪しく、彼らの活動をペテンと決めつけた環境保護局の役人・ウォルター・ペックが現れ、「周囲の環境汚染」を名目に、営業停止の強制執行のために、捕獲したゴースト保管庫の電源を切ってしまう。これによりゴーストバスターズ本部の建物は大爆発を起こし、これまで捕獲したアメリカじゅうのゴーストが逃走して、再び騒ぎを起こすようになってしまう。
ニューヨーク市長のレニーは4人を呼び出して営業停止を撤回し、事態の収拾を依頼する。4人はディナの高層ビルのマンションに急行するが、時すでに遅く、再会を果たしたズール（ディナ）とビンツ（ルイス）がディナの部屋で呪文を唱えた。すると爆発が起きて壁が崩れ、屋上へ通じる隠し階段が出現する。高層ビルのマンションを黒い雲が覆い、ズールとビンツは魔犬の姿に変わり、屋上に神殿が現れ、そこからゴーザが姿を表した。
ゴーザは屋上に着いた4人から放たれたビームを浴びるが、びくともせず、平然と「破壊の方法を選べ」と迫る。それは彼らが想像したものに化けて殺すという意味だった。レイはできるだけ弱そうな存在を願う一心で、マシュマロ会社のマスコットキャラクター「マシュマロマン」を思い浮かべてしまう。ゴーザは巨大マシュマロマンとなって街を破壊し始め、屋上の4人に迫る。
4人はマシュマロマンに背を向け、ゴーストを縛る際に使うビームを交差させて、巨大なエネルギーを神殿にぶつける。神殿は粉々に破壊され、マシュマロマンは炎に包まれて消える。ディナとルイスも、石に変わったズールとビンツの中から救出される。街を悩ませたゴーストたちは消え、ゴーストバスターズはニューヨークを救った英雄として人々の大歓声を浴びた。

## 登場人物

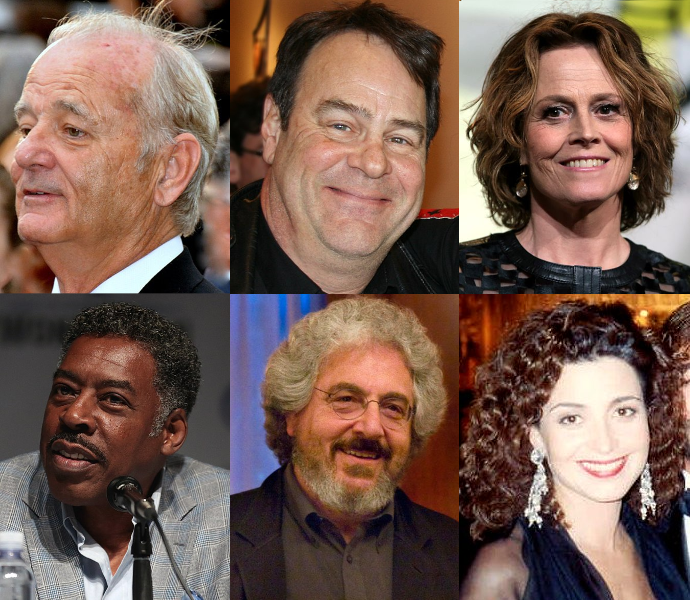
出演者

### ゴーストバスターズ
ピーター・ヴェンクマン
演：ビル・マーレイ
心理学・超心理学の専門家だが、何かと私情を挟み、女性を口説くために知識を用いる軽薄でいい加減な性格で、大学の研究者時代にはESPカードと電気ショックを用いた対照実験のために呼んだ被験者の一方が好みの女性だったため、実験のプロセスを台なしにしてしまった。その研究態度の悪さで、教え子や学部長からも忌み嫌われており大学の研究室の扉には「ヴェンクマン、地獄に堕ちろ」と落書きされている。最初はレイやイゴンの理論に興味がなく幽霊や超常現象を信じてなかったが図書館のゴーストを目撃したことで考えを少し改め、さらに大学を解雇された事もあり金儲けのためゴーストバスターズの設立を決意する。
ゴーストバスターズ本部では、依頼者の事情聴取やカウンセリングを担当する。最初はヒロインのディナに色目を使うなど相変わらずだったがゴースト退治していく中でメンバーの中心としての風格を見せるようになり、ディナに取り憑いた「門の神ズール」との会話に成功し「破壊の神ゴーザ」から彼女と世界を守るため活躍する。
レイモンド・スタンツ
演：ダン・エイクロイド
通称「レイ」。ゴーストバスターズのリーダー（とピーターに勝手に決められる）。専用車両「ECTO-1」の整備や、ゴースト保管庫の管理を担当する。ゴーストバスターズの開業資金のために自分の実家を担保に入れる。元共同研究者の3人の中では最も超常現象オタクで、神秘学の歴史に詳しいが、そのくせメンバーの中で最も臆病で、ゴーストに遭遇すると恐怖で立ち尽くす。
「ステイパフト・マシュマロ」社のマシュマロが子供のころから好物で、それが終盤で仇となる。
イゴン・スペングラー
演：ハロルド・ライミス
ゴースト退治のための理論に通じ、あらゆる装備の開発を手掛けた。丸縁の眼鏡がトレードマークで、常にスーツで身を整えている。堅物な性格で、ジャニーンによる誘惑に気づかなかった。最初のゴースト捕獲の際にピーターとレイに装備に関する忠告したがそれが終盤の戦いの決着に繋がることになる。
ウィンストン・ゼドモア
演：アーニー・ハドソン
ゴーストバスターズが売れ出し、人手不足で新たに雇われた。アフリカ系。かつて海兵隊の電子部隊でヘリコプターのパイロットをしていた。メンバーの中で唯一の肉体派で、ガタイが良く大柄ながら、レイに劣らぬ臆病な性格。給料の高さにつられてゴーストバスターズに入ったにすぎなかったが、採用からゴーザ出現までの2週間のうちにゴーストの存在を受け入れるようになる。信仰心の厚いクリスチャンでもある。

### その他
ディナ・バレット
演：シガニー・ウィーバー
ゴーストバスターズにとって最初に依頼を受けた顧客。本業はオーケストラのチェロ奏者。自宅である高層ビルのマンションに潜む「門の神ズール」に取り憑かれる。ピーターのアタックを当初は疎んじるが、次第に相思相愛となる。ズールに取り憑かれたときは雰囲気が艶っぽく一変した。
ルイス・タリー
演：リック・モラニス
ディナと同じ高層ビルのマンションに住む会計士。独立して4年目。ディナに想いを寄せているが、20分の体操番組を早送りして体操を10分で済ませるアイデアをすすめるなど、考えと会話のセンスがどこかずれている。なぜかドジを踏みやすい間の抜けた男で、部屋がオートロックであることをいつも忘れ、廊下に締め出される。ある日、自室でパーティーを開いている最中に突然現れた「鍵の神ビンツ」に取り憑かれる。ビンツに取り憑かれた時の記憶がなかったため、ゴーストバスターズに救出されたときが彼らとの初対面であったが、すぐに頭を切り替え、会計士として4人に営業をかける。
ジャニーン・メルニッツ
演：アニー・ポッツ
ゴーストバスターズ社の受付嬢。当初は依頼のなさから暇を持て余していたが、ゴーストバスターズが軌道に乗り始めたことで休みがなくなり、不満をこぼす。イゴンに好意を持つ。
ウォルター・ペック
演：ウィリアム・アザートン
連邦環境保護局ニューヨーク第3支局の部長。ゴーストバスターズの活動はペテンだと疑い、警官と電力会社の人間を伴ってゴーストバスターズ本部に乗り込み、「環境汚染」を名目に業務停止を命令し、大規模なゴースト騒ぎの原因を作り出す。マシュマロマンが倒されたときちょうど真下にいたため、大量の溶けたマシュマロを浴びる。
高圧的態度から、反感を持ったピーターとレイに、会うたびに名前をもじった"pecker"（男根）、"This man has no dick."（男根のない奴）などとからかわれつづけた。
イヴォ・シャンドア
科学者でオカルティストで建築家でもあり医者で魔術師という経歴の故人。サマーヴィルの鉱山で採掘したセレニウムを使い、ニューヨークに1984年の事件が起きたディナとルイスが住む高層ビルのマンションを建築した。

## 装備・メカニック・デザイン

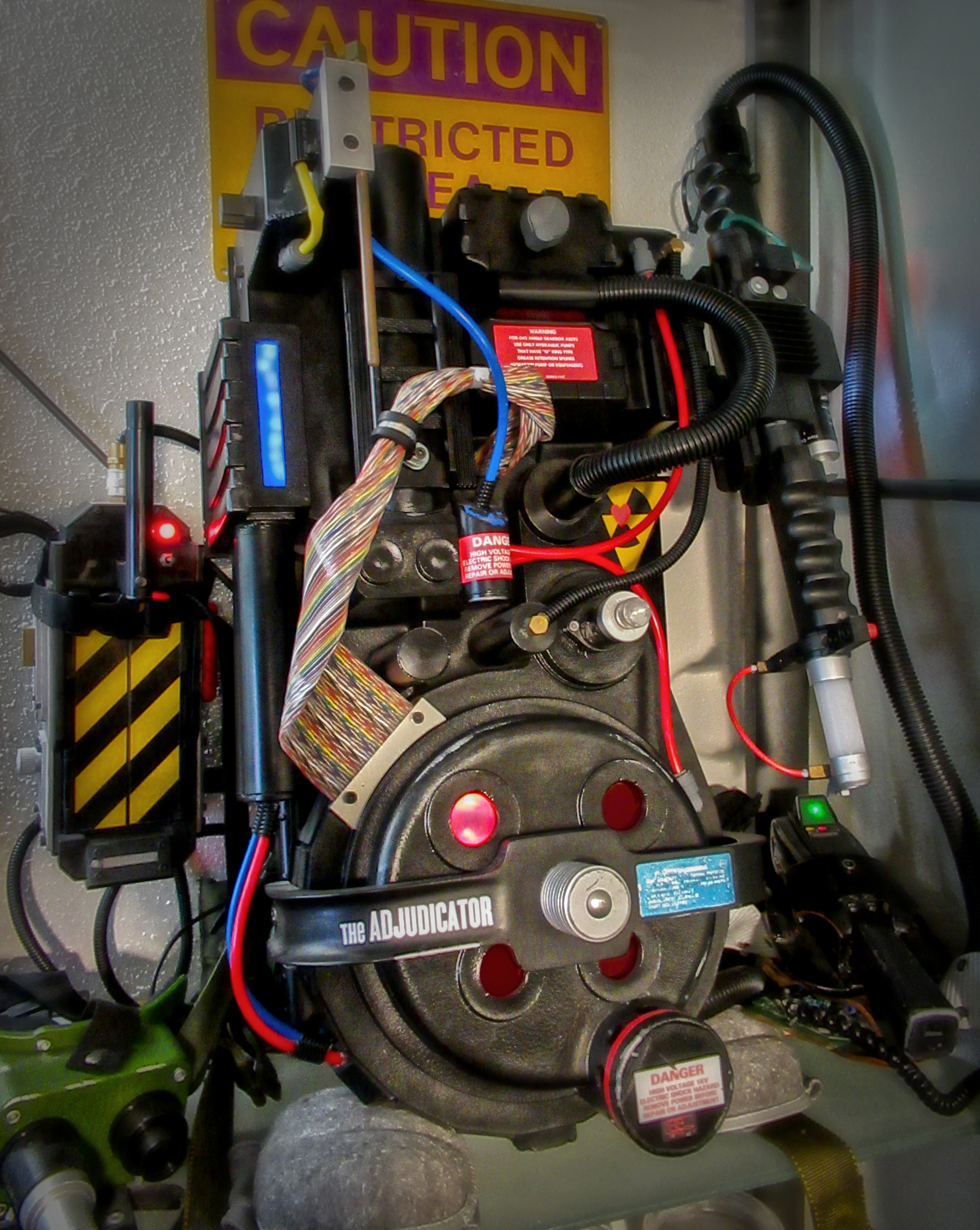
プロトンパックのレプリカ

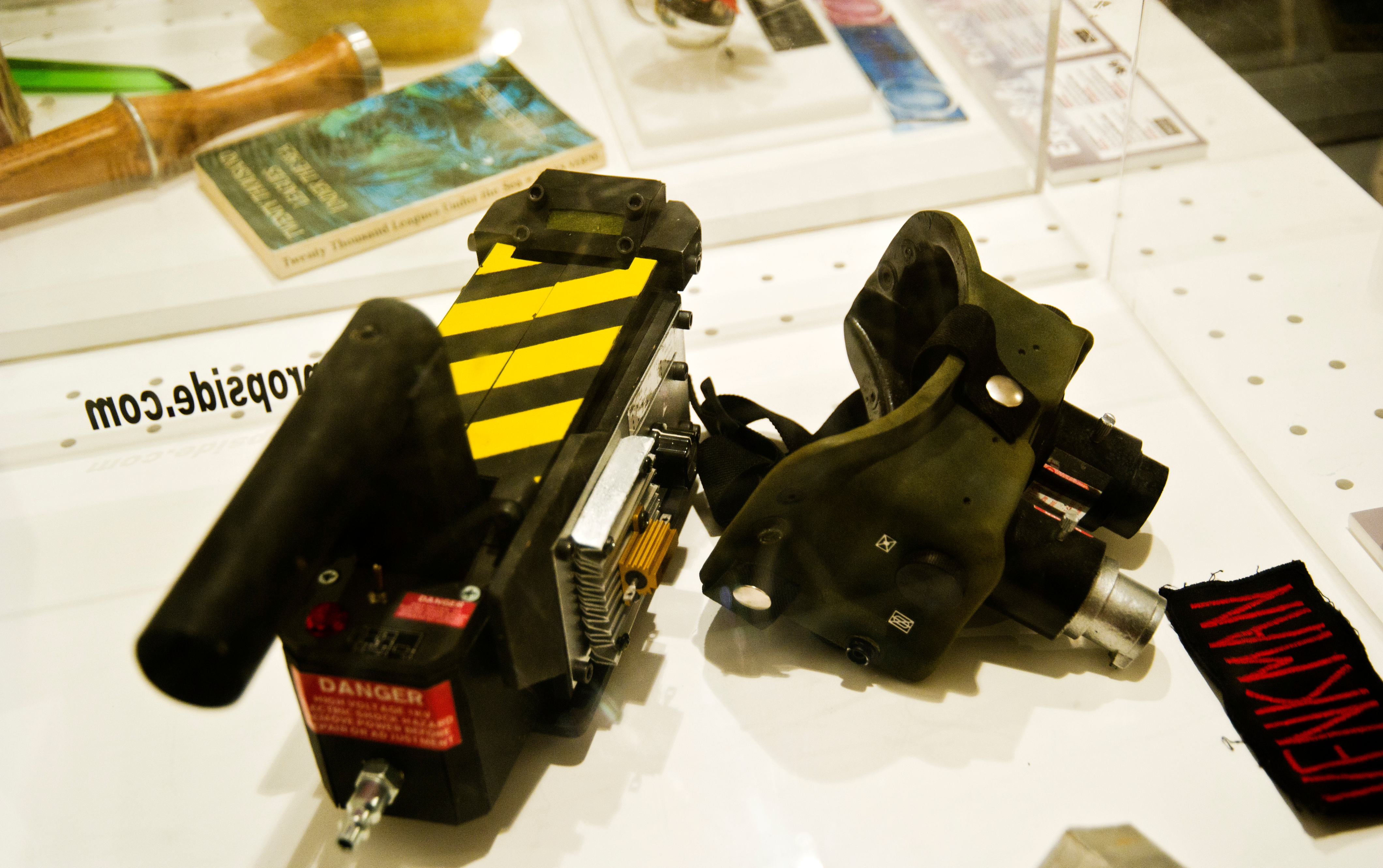
ゴーストトラップとゴーグルのレプリカ

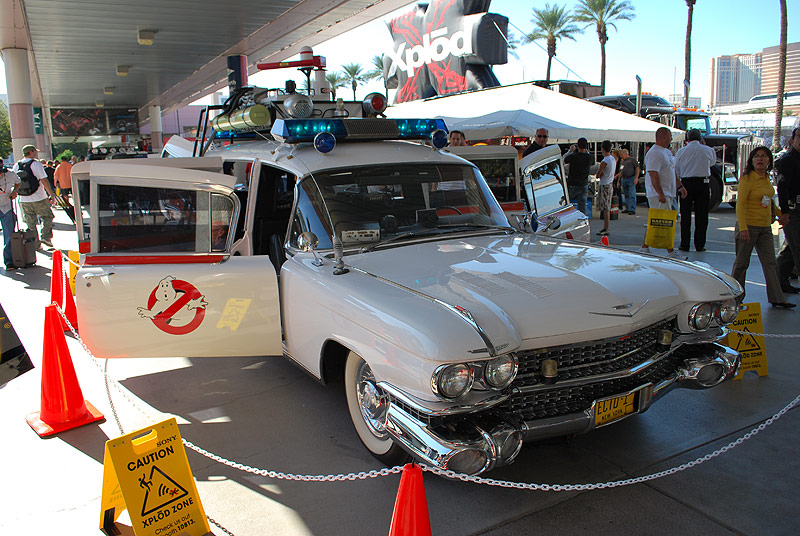
専用車両の通称ECTO-1

プロトンパック（ビームパック）
ゴーストたちを捕まえる際に利用するレーザー発生装置。捕獲のためにロープのようにゴーストに巻きつけるほか、銃として使用する場合がある。2つ以上の光線を交差させると強大な力になり、周囲の物質がすべて爆発する危険性がある。
エネルギー源は小型の原子炉であり、半永久的に使用できる。初使用の際はまだテストも終えていない状態であった。
ゴーストトラップ
ゴースト捕獲の際に使用する箱。ゴーストとは逆の電子状態のエネルギーで満ちており、内部から光を放っている。
PKEメーター
霊気を感知する装置。持ち手の部分と、両側に伸びた電球のついた羽根状の部分からなる。霊気の発生源に近づくにつれて電球の点滅が速くなり、発生源を感知すると、両側の羽根がまっすぐ開く仕組みになっている。ゴーストバスターズ結成前からイゴンが使用していた装備。
ピーターはディナを口説く一心で、彼女の部屋にガス漏れ検知器を持ち込み、この装置のごとく操作してみせ、「難しい装備だ」とうそぶいた。
ゴーグル
ゴーストバスターズ結成前からレイが使用し、結成後もひきつづき用いる装備。消えたゴーストの場所を装着者に知らせる。
ECTO-1（エクトワン）
ゴーストバスターズの専用車両。「ECTO-1」は車体のナンバーで、エクトモービル（Ectomobile）とも呼ばれる。中古車販売店で売っていた1959年型キャデラック・コマーシャル・シャーシの救急車仕様をレイが4800ドルで手に入れ改造したもの。白い塗装で、天井にはサイレンと点滅灯のほかに、予備タンク、回転するパイプなど仰々しい装置が取り付けられている。ドア部分にシンボルのNo Ghostマークが描かれている。

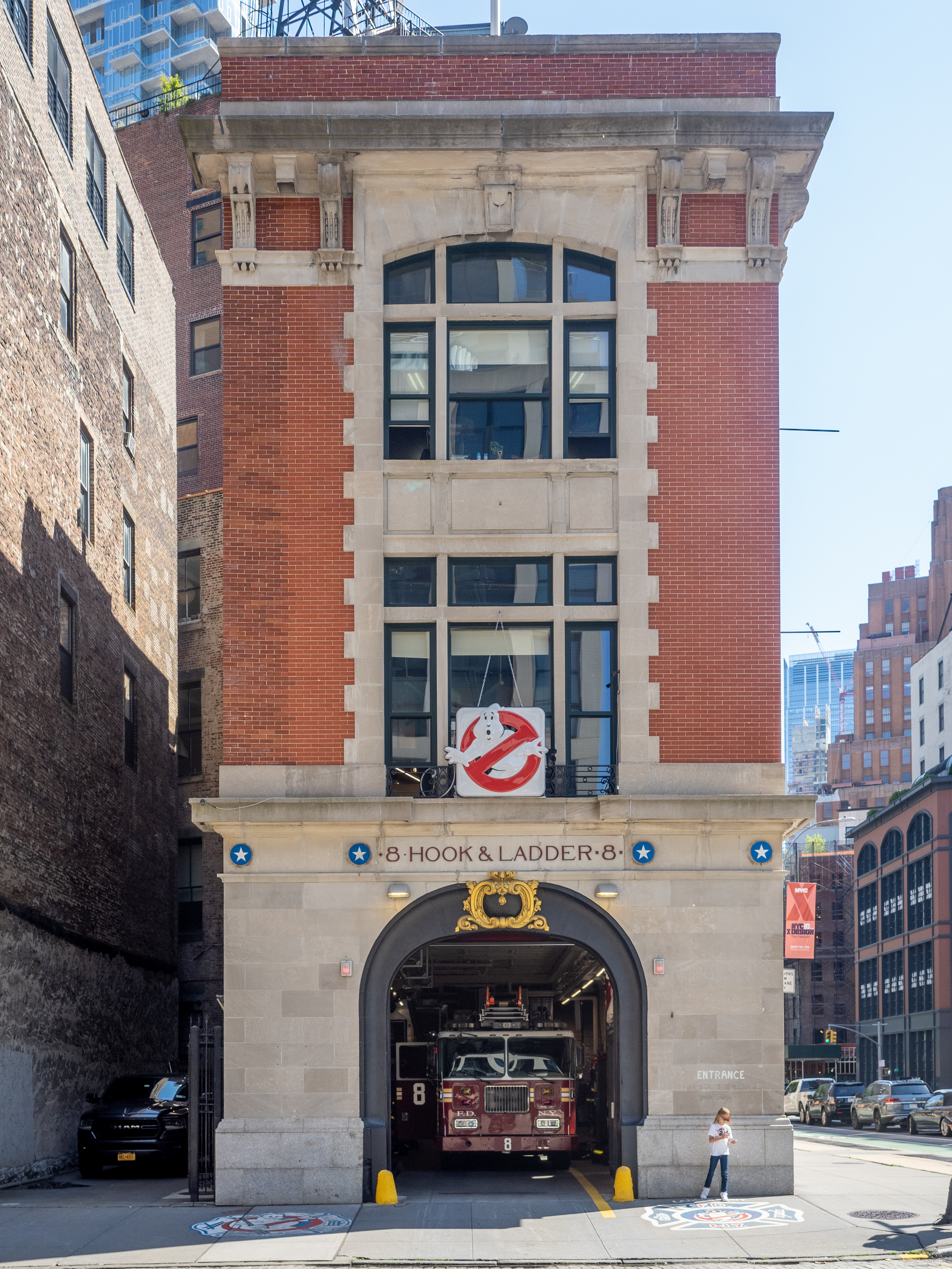
ゴーストバスターズ本部のロケ地である実在の消防署Hook & Ladder Company 8

ゴーストバスターズ本部
古い元消防署を改装したバスターズ本部。出動時にはポール（滑り棒）を伝って下に降りる。
保管庫
本部内のゴーストを格納している保管庫。トラップと同様の原理で、光線によってゴーストを縛り付けている。ペックの命令で電気保安員が電源を落としたことでエネルギーの均衡が崩れ、大爆発を起こすこととなる。
No Ghostマーク
本部の看板や車両に描かれているロゴマーク。本作自体のシンボルマークでもある。丸に斜線の禁止マークがゴーストを遮っているデザインである。斜線は本来右上がりであるが、日本における本作の宣伝では日本の実際の道路標識（通行止め・駐車禁止など）に合わせ、左右反転して右下がりとした。

## ゴースト

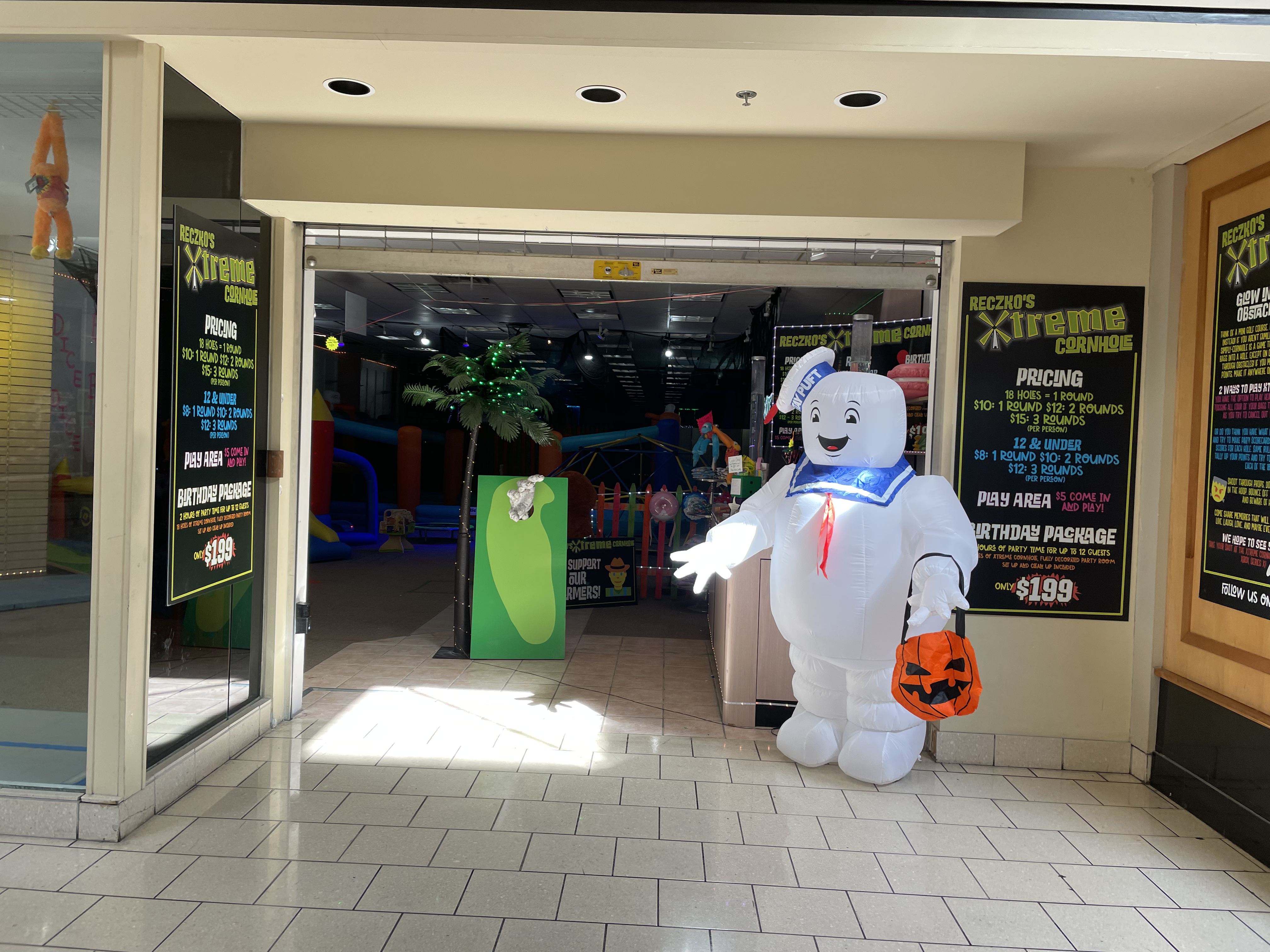
ゴースト

作中では幽霊・霊体が科学的に解釈されており、「半透明の有形心霊体」と述べられている。劇中ではどのゴーストも、出没するとその場所にスライム状の粘液を残す。
ライブラリー・ゴースト
ニューヨークの市立図書館に出没した老女のゴースト。通常は静かに本を読んでいる。人が近寄る・話しかけると口に指を当てて制止するが、さらに読書を邪魔されると恐ろしい形相となり、書物や整理カードを空中に飛ばす。

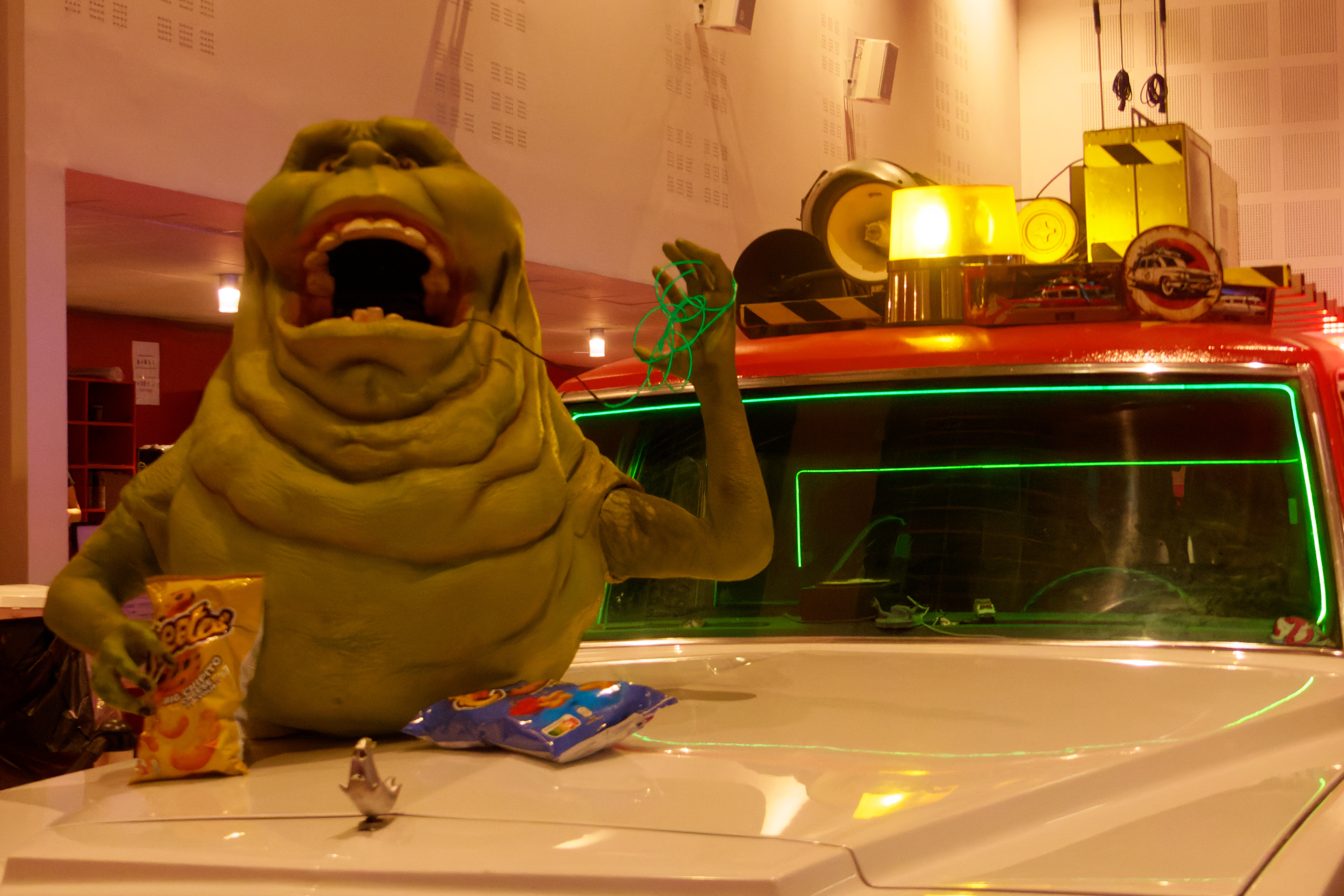
スライマー
ゴーストバスターズが初めて捕獲した、高級ホテルに出現したゴースト。全身が緑色の発光性のゴーストで、人間の食事なら何でも平らげてしまう。レイ曰く「Ugly little spud（醜い小さなジャガイモ）」。粘液をかける以外、人に危害は加えない。ゴーザが倒されてニューヨークに平和が戻ったあとも、街を飛び回る。
テラードッグ
ディナの高層ビルのマンションの屋上にある「ゴーザの寺院」の番犬の像に宿る2頭の巨大な犬のゴースト。雌の「門の神ズール」と雄の「鍵の神ビンツ」からなり、それぞれディナとルイスに取り憑いた。
破壊の神ゴーザ
世界に終末をもたらすヒッタイトの神。どんな姿にもなることができ、世界を破壊するためマシュマロマンに変身した。
マシュマロマン(Stay Puft Marshmallow Man)
レイの頭に浮かんだ「ステイパフト・マシュマロ（架空の会社）」の袋に描かれているマスコットキャラクターが、ゴーザの魔力により身長約34メートル (112 ft)の巨大なゴーストになったもの。ニューヨークの町をわが物顔で歩き回り破壊する。作中ではメジャーなメーカーという設定と見られ、ディナの自宅のキッチンにも、袋入りのステイパフト・マシュマロが置かれていた。
その他
レイのベッドに現れたセクシーなドリーム・ゴースト、地下鉄の入り口から現れたサブウェイ・ゴースト、タクシーで危険な運転をする腐乱したミイラの姿のタクシー・ゴーストなど。

## キャスト・日本語吹替
| 役名                       | 俳優                         | 日本語吹替      | 日本語吹替                   | 日本語吹替 |
| 役名                       | 俳優                         | フジテレビ版    | テレビ朝日版                 | ソフト版   |
| -------------------------- | ---------------------------- | --------------- | ---------------------------- | ---------- |
| ピーター・ヴェンクマン博士 | ビル・マーレイ               | 野田秀樹        | 樋浦勉                       | 安原義人   |
| レイモンド・スタンツ博士   | ダン・エイクロイド           | 堀勝之祐        | 広川太一郎                   | 玄田哲章   |
| イゴン・スペングラー博士   | ハロルド・ライミス           | 西沢利明        | 小川真司                     | 牛山茂     |
| ディナ・バレット           | シガニー・ウィーバー         | 田島令子        | 鈴木弘子                     | 駒塚由衣   |
| ルイス・タリー             | リック・モラニス             | 山口良一        | 富山敬                       | 高木渉     |
| ジャニーン・メルニッツ     | アニー・ポッツ               | 藤田淑子        | 藤田淑子                     | 安達忍     |
| ウィンストン・ゼドモア     | アーニー・ハドソン           | 銀河万丈        | 玄田哲章                     | 菅原正志   |
| ウォルター・ペック         | ウィリアム・アザートン       | 小川真司        | 羽佐間道夫                   | 森田順平   |
| レニー・クラッチ市長       | デヴィッド・マーギュリーズ   | 村越伊知郎      | 阪脩                         | 小島敏彦   |
| 大司教                     | トム・マクダーモット         | 塚田正昭        | 北村弘一                     | 伊井篤史   |
| 市警本部長                 | ノーマン・マトロック         | 藤本譲          | 飯塚昭三                     | 仲野裕     |
| ホテル支配人               | マイケル・エンサイン         | 納谷六朗        | 青野武                       | 岩崎ひろし |
| 男子生徒                   | スティーヴン・タッシュ       | 堀川亮          | 津久井教生                   | 鈴木正和   |
| 女子生徒                   | ジェニファー・ラニヨン       | 勝生真沙子      |                              | 園田恵子   |
| 図書館長                   | ジョン・ロスマン             | 村山明          | 仲木隆司                     | 小形満     |
| 図書館員                   | アリス・ドラモンド           | 斉藤昌          |                              | 水原リン   |
| 看守                       | レジナルド・ヴェルジョンソン | 秋元羊介        | 塚田正昭                     | 岩崎ひろし |
| 不動産屋                   | ローダ・ジャミニャーニ       | 竹口安芸子      | 矢野陽子                     | 梅田貴公美 |
| 背の高い女性               | ジーン・カセム               | さとうあい      |                              | 梅田貴公美 |
| ラリー・キング             | ラリー・キング               | 秋元羊介        |                              | 石波義人   |
| ゴーザ                     | スラビトザ・ジャバン（演）   |                 | 山田礼子                     | 水原リン   |
| ゴーザ                     | パディ・エドワーズ（声）     |                 | 山田礼子                     | 水原リン   |
| その他                     | N/A                          | 岸野一彦 島田彰 | 光野栄里 加藤正之 橋本るり子 | 堀井真吾   |

- フジテレビ版：初回放送1987年10月3日『ゴールデン洋画劇場』※正味100分
- テレビ朝日版：初回放送1989年4月16日『日曜洋画劇場』※正味93分
- ソフト版：1999年11月26日発売のDVDに初収録・ビデオ・オン・デマンドなど配信にも使用。

※2014年発売の「製作30周年記念Blu-ray BOX」と2015年発売の「吹替洋画劇場『ゴーストバスターズ』デラックス エディション」には、付属の特典ディスクにフジテレビ版とテレビ朝日版が収録。

## スタッフ
- 監督：アイヴァン・ライトマン
- 製作：アイヴァン・ライトマン
- 製作総指揮：バーニー・ブリルスタイン
- 脚本：ダン・エイクロイド、ハロルド・ライミス
- 撮影：ラズロ・コヴァックス
- VFXスーパーバイザー：リチャード・エドランド
- 音楽：エルマー・バーンスタイン
- 主題歌：レイ・パーカー・ジュニア『ゴーストバスターズ』
- 美術：ジョン・デ・キュア
- 編集：シェルドン・カーン、デイヴィッド・ブリューイット
- 衣装デザイン：セオニ・V・アルドリッジ

### 日本語版スタッフ
- 字幕：戸田奈津子

| -          | フジテレビ版      | テレビ朝日版   | ソフト版   |
| ---------- | ----------------- | -------------- | ---------- |
| 演出       | 河村常平          | 壺井正         | 木村絵理子 |
| 翻訳       | たかしまちせこ    | 平田勝茂       | 平田勝茂   |
| 挿入歌翻訳 |                   | 落合寿和       | 戸田奈津子 |
| 調整       |                   | 飯塚秀保       |            |
| 効果       | 遠藤堯雄 桜井俊哉 | 東上別府精 PAG |            |
| 担当       | 酒井彰            | 猪谷敬二       |            |
| 制作       | 東北新社          | グロービジョン | 東北新社   |

## テレビ放送履歴
| 回数   | テレビ局                 | 番組名             | 放送日         | 吹替版       |
| ------ | ------------------------ | ------------------ | -------------- | ------------ |
| 初回   | フジテレビ               | ゴールデン洋画劇場 | 1987年10月3日  | フジテレビ版 |
| 2回目  | テレビ朝日               | 日曜洋画劇場       | 1989年4月16日  | テレビ朝日版 |
| 3回目  | フジテレビ               | ゴールデン洋画劇場 | 1993年12月11日 | フジテレビ版 |
| 4回目  | 日本テレビ               | 金曜ロードショー   | 1996年2月9日   | フジテレビ版 |
| 5回目  | 日本テレビ               | 金曜ロードショー   | 1997年11月7日  | フジテレビ版 |
| 6回目  | フジテレビ               | ゴールデン洋画劇場 | 1999年12月18日 | フジテレビ版 |
| 7回目  | テレビ東京（ローカル）   | 午後のロードショー | 2003年1月8日   | テレビ朝日版 |
| 8回目  | テレビ東京（ローカル）   | 午後のロードショー | 2006年5月1日   | テレビ朝日版 |
| 9回目  | テレビ東京（ローカル）   | 午後のロードショー | 2009年7月22日  | テレビ朝日版 |
| 10回目 | テレビ東京（ローカル）   | 午後のロードショー | 2011年3月17日  | テレビ朝日版 |
| 11回目 | 日本テレビ               | 金曜ロードSHOW!    | 2016年8月19日  | ソフト版     |
| 12回目 | 日本テレビ               | 金曜ロードショー   | 2022年2月4日   | ソフト版     |
| 13回目 | TOKYO MX1                | -                  | 2023年4月2日   | ソフト版     |
| 14回目 | 琉球放送（ローカル）     | -                  | 2023年7月23日  | ソフト版     |
| 15回目 | テレビ北海道（ローカル） | -                  | 2023年7月23日  | ソフト版     |
| 16回目 | 関西テレビ（ローカル）   | -                  | 2023年7月30日  | ソフト版     |

11回目の放送は、リブート版の公開を記念して高画質版を放送した。12回目は、第4作『ゴーストバスターズ/アフターライフ』の公開を記念して放送。

## 制作

### 配役
当初、脚本段階では主役のヴェンクマン博士はコメディアンのジョン・ベルーシが演じる予定だったが、彼の急死によりビル・マーレイが演じることとなった。また、リック・モラニスが演じたルイス・タリーも元々コメディアンのジョン・キャンディが打診されていた。キャンディは本作の主題歌のPVにカメオ出演している。
ゴーストバスターズの“頭脳”でもあるイゴン・スペングラー役には、チェビー・チェイス、クリストファー・ウォーケン、マイケル・キートン、ジェフ・ゴールドブラム、ジョン・リスゴー、クリストファー・ロイド、ニック・ノルティ、ケヴィン・クライン、ダスティン・ホフマン、ウィリアム・ハート、リチャード・ドレイファス、ジェームズ・ウッズ、マルコム・マクダウェルが打診された。だが、もともと脚本にも参加してキャラクターを熟知しているという理由で、ハロルド・ライミスが同役を演じた。
後に新人ゴーストバスターズとしてやってくる黒人のウィンストン・ゼドモアは、エディ・マーフィを構想していたとのことだが、マーフィーは同時期に撮影された『ビバリーヒルズ・コップ』を優先させたためにアーニー・ハドソンが演じた。彼以前にはグレゴリー・ハインズ、ビリー・ディー・ウィリアムズ、リチャード・プライヤーも候補に入っていた。
ゴーザ役には当初、「ピーウィー・ハーマン」で知られるポール・ルーベンス、デヴィッド・ボウイ、ジョン・トラボルタも候補になったが、結局ユーゴスラビアのモデルであるスラビトザ・ジャバンが演じた。

### 撮影
- 上述のとおり、ECTO-1のベースは救急車であり、プロトンパックを乗せる台は付属していたストレッチャーをそのまま流用している。
- マシュマロマンの特殊メイクは日本人の特殊メイクアーティスト・江川悦子が担当した。

### サウンドトラック
アリスタ・レコードよりサウンドトラックが発売されている。
レイ・パーカー・ジュニアによる主題歌『ゴーストバスターズ（Ghostbusters）』は印象的なベースラインとキャッチーな掛け声が特徴的で、シングル曲はBillboard Hot 100で3週連続第1位を記録、同年のアカデミー歌曲賞にノミネートされた。日本ではシングル「ゴーストバスターズ」がオリコン洋楽シングルチャートで1984年9月17日付から6週連続第1位、サウンドトラックアルバムがオリコン洋楽アルバムチャートで1984年10月1日付から2週連続第1位を獲得した。
テーマ曲のPVには、本作に出演しているビル・マーレイをはじめとするメンバーのほか、チェビー・チェイス、メリッサ・ギルバート、ジョージ・ウェント、ジョン・キャンディ、ダニー・デヴィート、ピーター・フォーク、テリー・ガー、アイリーン・キャラ、アル・フランケン、カーリー・サイモンら豪華な顔ぶれがカメオ出演を果たしている。
当初、映画関係者がヒューイ・ルイス&ザ・ニュースの楽曲『アイ・ウォント・ア・ニュー・ドラッグ（I Want a New Drug）』（アルバム『スポーツ』収録）』を映画に使用させてほしいと申し出があったが、ヒューイ・ルイスがこれを拒否。代わりに映画関係者がパーカーに「この曲と同じイメージで」という指示の下、主題歌を作らせた経緯がある。そのため、ベースラインを初めとして楽曲に類似点が多いことからルイスが盗作を訴えたが、後に双方でオリジナルには言及しないと和解している。
なお、英国のバンド・Mのロビン・スコットも、『ゴーストバスターズ』は自身の曲『ポップ・ミューヂック（Pop Muzik）』からの盗作であると主張している。この曲は『アイ・ウォント〜』よりもさらに早い1979年に発売され、さらにはこの曲と『アイ・ウォント〜』も少なからず似ていることから、ルイスもこの曲を参考にして曲を作った可能性が高いとする説がある。
| #         | タイトル                               | 作詞                                    | 作曲・編曲                              | Performer                | 時間 |
| --------- | -------------------------------------- | --------------------------------------- | --------------------------------------- | ------------------------ | ---- |
| 1.        | 「Ghostbusters」                       | レイ・パーカー・ジュニア                | レイ・パーカー・ジュニア                | レイ・パーカー・ジュニア | 4:05 |
| 2.        | 「Cleanin' Up The Town」               | Brian O'Neal Kevin O'Neal               | Brian O'Neal Kevin O'Neal               | en:The BusBoys           | 2:57 |
| 3.        | 「Savin' the Day」                     | Bobby Alessi Dave Immer                 | Bobby Alessi Dave Immer                 | en:Alessi Brothers       | 3:22 |
| 4.        | 「In the Name of Love」                | Tom Bailey                              | Tom Bailey                              | トンプソン・ツインズ     | 3:18 |
| 5.        | 「I Can Wait Forever」                 | Graham Russell David Foster Jay Graydon | Graham Russell David Foster Jay Graydon | エア・サプライ           | 5:08 |
| 6.        | 「Hot Night」                          | Diane Warren The Doctor                 | Diane Warren The Doctor                 | ローラ・ブラニガン       | 3:21 |
| 7.        | 「Magic」                              | Mick Smiley                             | Mick Smiley                             | Mick Smiley              | 4:19 |
| 8.        | 「Main Title Theme (Ghostbusters)」    | エルマー・バーンスタイン                | エルマー・バーンスタイン                | エルマー・バーンスタイン | 2:59 |
| 9.        | 「Dana's Theme」                       | Bernstein                               | Bernstein                               | エルマー・バーンスタイン | 3:31 |
| 10.       | 「Ghostbusters」(instrumental version) | Parker                                  | Parker                                  | レイ・パーカー・ジュニア | 4:47 |
| 合計時間: | 合計時間:                              | 合計時間:                               | 37:52                                   |                          |      |

## ゲーム

### コンピューターゲーム
本作のヒットに伴いMSXなどのパソコン用ゲームが発売され、日本国内でもファミリーコンピュータにも移植され、発売された。しかしファミリーコンピュータ版は、移動の度に頻繁にレースモードが始まるというゲーム性の単調さ、何をすればよいのかわかりづらい仕様や、所持金を延々と増やせるバグやエンディングメッセージが正しく表示されず黒地の画面に「りり」と表示されるだけのバグなど、問題点も多い。英語版ではバグが修正され、プレイヤーをたたえる文字が表示されるが、「CONGLATURATION!!! YOU HAVE COMPLETED A GREAT GAME. AND PROOVED THE JUSTICE OF OUR CULTURE. NOW GO AND REST OUR HEROES!〔ママ〕」と誤字脱字だらけである。なお、前述の「りり」は同文章の「PROOVED」の「OO」の部分が文字化けしたものである。
この他、1990年にGenesis（メガドライブ）版でも発売されている。MSXやファミリーコンピュータ版とは別物の上下左右スクロールのアクションゲームで、プレイヤーは特徴が異なる3人の中からキャラクターを選び、屋敷や高層マンションにゴースト退治に行く。建物の中は迷路のようになっていて、特定の場所にいる中ボスを倒して封印を解けば、ボスキャラへの道が開け、ボスキャラを倒せばラウンド・クリアとなる。全6ラウンド。
データイーストのアーケードゲーム「迷宮ハンターG」の元作品は、日本国外向けに企画された「The Real Ghostbusters (1987)」である。版権の都合上そのまま日本国内では販売できないことから、タイトルや内容に手を加えられた経緯がある。
コトブキシステムのゲームボーイソフト「ミッキーマウスIV 魔法のラビリンス」は、北米向けに「The Real Ghostbusters (1993)」として発売された。
これらの物とは別に日本国外では2009年6月に「Ghostbusters: The Video Game」、2011年3月に「Ghostbusters: Sanctum of Slime」、2016年7月には「Ghostbusters」が発売されている。

### RPG
1986年にウエスト・エンド・ゲームズからテーブルトークRPGが発売された。
このゲームの世界では、ゴーストバスターズ社がフランチャイズ化しており、プレイヤーはゴーストバスターズ社の社員となって、ゴースト退治の仕事を行う。本ゲームにおいてゲームマスターは「ゴーストマスター」と称される。

## 小説版
- 『映画小説 ゴーストバスターズ ハチャメチャお化け騒動記』
著：井口民樹、講談社X文庫より1984年11月発売。ISBN 978-4061900202
映画本編のノベライズ本。ヴェンクマンの視点で、ゴーストバスターズ結成の経緯からゴーザ退治までが語られる。

## テレビアニメ
- 『アニメ ゴーストバスターズ』

## 文化的影響
- ユーザインタフェースマークアップ言語であるXUL（ズール）の名は、本作のゴースト・ズールに由来する（本作でのスペルはZuul）。
- Appleが、社内向けのビデオとして本作品のパロディである「Bluebusters（BlueはIBMの意）」を制作していた。ゴーストをIBM製コンピュータに置き換え、アップルがそれを退治するというストーリーになっている[15]。
- 本作は日本でも大ヒットとなったことから、様々な媒体でオマージュやパロディに使用されている。
  - 『1984年版ゴジラ』では、ゴジラが有楽町を襲うシーンに本作のマークが紛れている。
  - NHKの連続テレビ小説『あまちゃん』では、大向大吉（演：杉本哲太）が本作の主題歌をカラオケの十八番と自称するが、英語詞のため「ゴーストバスターズ!」の掛け声の部分しか歌わない。
  - ニンテンドー ゲームキューブ用ゲームソフト『ルイージマンション』・ニンテンドー3DS用ゲームソフト『ルイージマンション2』（任天堂）は本作をモチーフとし、ルイージが掃除機型のメカ「オバキューム」を使いお化け退治をする内容。
  - ニンテンドー3DS用ゲームソフト『妖怪ウォッチバスターズ 赤猫団&白犬隊』（レベルファイブ）は、本作をモチーフ・パロディとした内容で、ラスボスとして「ウィスマロマン」が登場する。
  - 主題歌のCMでの使用例には以下のようなものが存在する。
    - スズキ・スペーシア(MK32S) - CMの内容としては｢ガス欠や衝突を誘発するモンスターがスペーシアの前に立ちはだかるが、低燃費性能やレーダーブレーキサポート等で回避されてしまいモンスター達が落胆する｣と言うものである[16]。
    - 日本マクドナルド｢N.Y.バーガー｣ - 2022年2月に放映されているCMにおいて、本楽曲の替え歌が使用されている。

## ギャラリー

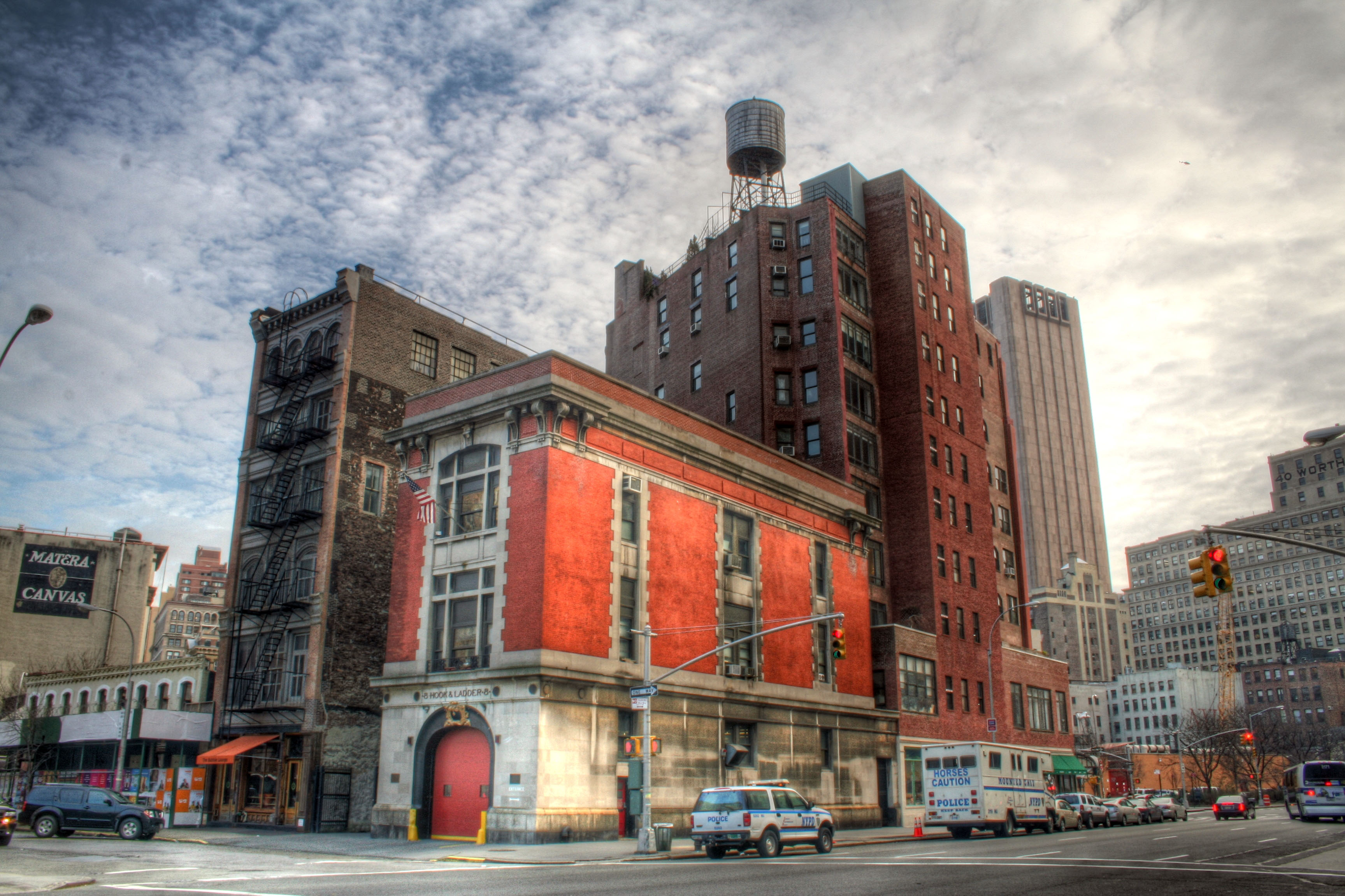
作中「ゴーストバスターズ本部」として用いられた消防署[注 8]
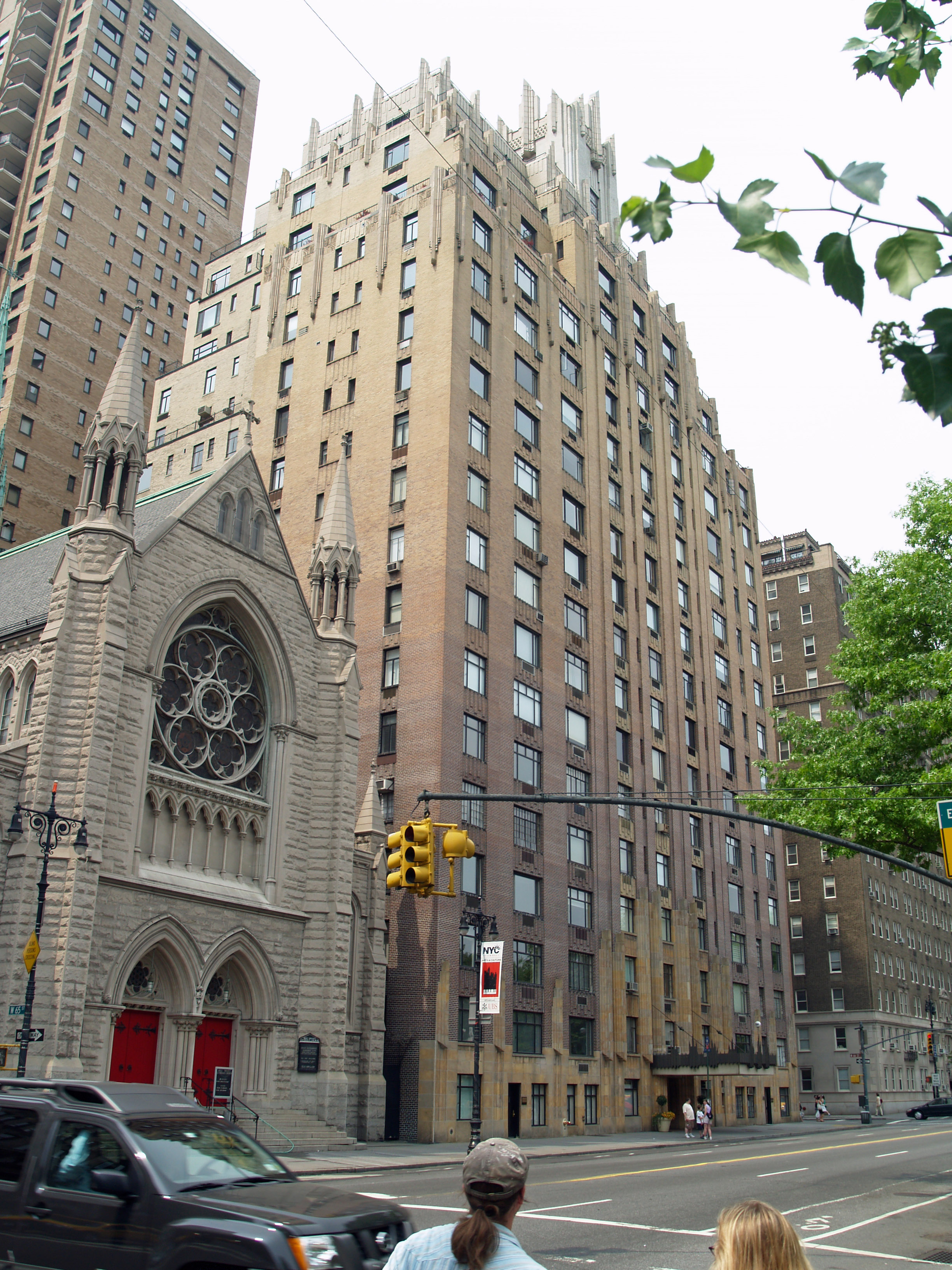
作中で用いられた集合住宅「55セントラル・パーク・ウエスト」（通称：ゴーストバスターズビル）
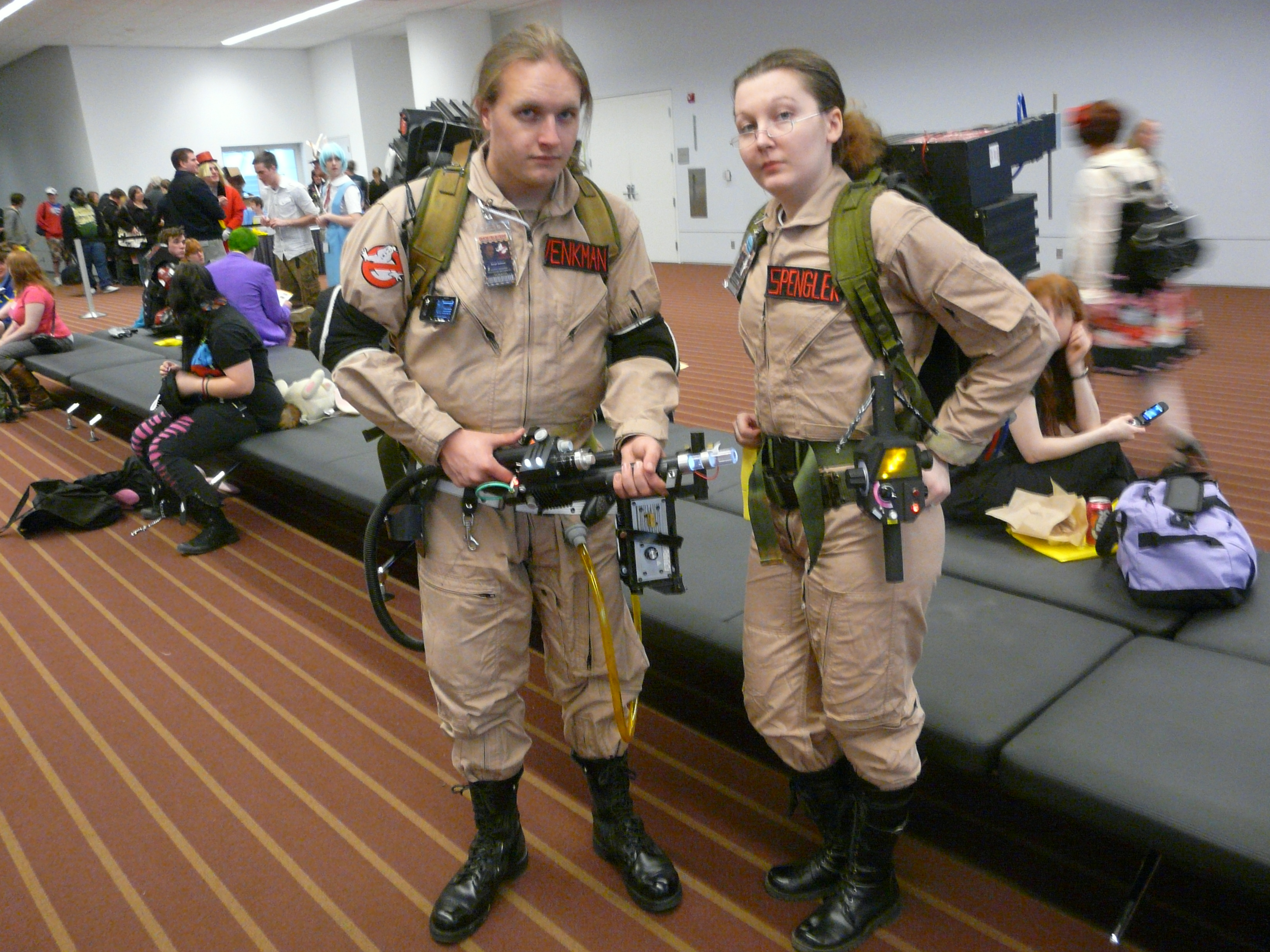
コスプレ